# Make It Bun Dem After Hours
Make It Bun Dem After Hours je EP obsahující remixy singlu Make It Bun Dem od Skrillexe a Damiana Marleyho.

## Seznam skladeb
| Digital download | Digital download                         | Digital download |
| Pořadí           | Název                                    | Délka            |
| ---------------- | ---------------------------------------- | ---------------- |
| 1.               | Make It Bun Dem                          | 3:33             |
| 2.               | Make It Bun Dem (Culprate Remix)         | 3:54             |
| 3.               | Make It Bun Dem (Brodinski Remix)        | 4:32             |
| 4.               | Make It Bun Dem (French Fries Remix)     | 4:34             |
| 5.               | Make It Bun Dem (David Heartbreak Remix) | 3:30             |
| 6.               | Make It Bun Dem (Flinch Remix)           | 3:56             |
| 7.               | Make It Bun Dem (Alvin Risk Remix)       | 3:59             |